# MBSナイトアングル
『MBSナイトアングル』（エムビーエスナイトアングル）は、2003年4月から2005年3月31日まで毎日放送ラジオ（MBSラジオ）で放送されていた報道番組である。
『MBSニュースワイドアングル』の姉妹編として、平日 21:00 - 21:30に放送。ただし、プロ野球シーズン中には原則『MBSタイガースナイター』の終了後に30分間放送という形を取っていた。番組は大きく3コーナーからなり、序盤がその日1日のまとめのニュース、中盤が特集「トゥディズ・アングル」、終盤がスポーツと天気という構成だった。
後継番組は23:55 - 0:00に放送の『MBSニュース最終便』。

## トゥディズ・アングル
- 月曜日 エコノアングル（経済情報）
- 火曜日 週刊プレジデント（インタビュアー：子守康範）
- 水曜日 週刊お仕事図鑑
- 木曜日 木曜アングルレポート
- 金曜日 来週の予定

放送開始当初は火曜日が「アングルレポート」、木曜日が「週刊プレジデント」という構成だったが、半年で曜日を交換した。また、水曜日も当初は「データアングル」というコーナーだったが、1年後に内容が変更された。

## キャスター

### 2003年4月 - 2003年9月
- 月曜日 - 水曜日 亀井希生
- 木曜日 - 金曜日 大月勇

### 2003年10月 - 2004年3月
- 月曜日 - 水曜日 大月勇
- 木曜日 - 金曜日 大八木友之

### 2004年4月 - 2005年3月
- 月曜日 - 火曜日 山中真
- 水曜日 - 金曜日 大八木友之

## エピソード
プロ野球シーズン中の『MBSタイガースナイター』で阪神タイガースが勝利した際には、オープニングで球場の放送席とスタジオを結び、その日の試合を振り返っていた（ビジター試合で他局製作時にはベンチリポート担当のアナウンサーが電話出演する時もあった）。しかし、2003年シーズン中担当の亀井は名古屋市出身で中日ドラゴンズファンだったため、担当日の阪神-中日戦で阪神の勝利（つまり中日の敗戦）の日には、放送席とスタジオの女性アシスタントが盛り上がっている中、一言も口を挟まなかった（おそらく凹んでいたと思われる）。よって、その日のスタジオ内の何とも言えない微妙な空気が想像できた（同時期の木・金は万歳三唱など、エンディングまで両手放しで大盛り上がりだったのとは大違いである）。

## 補足
本来毎日放送ラジオは、他のJRNのラジオネットワークと同様に『BATTLE TALK RADIO アクセス』の生放送をネットする予定で準備を進めていたが、契約成立直前に破談し、緊急報道特別番組を除いてネットできなくなったため、代わりに毎日放送ラジオの自社制作によるニュース最終版を編成ざるを得なくなり、この番組を立ち上げたと見られる（詳細についてはオレたちやってま〜すを参照のこと）。この時間の前身番組は『+M』。